# Johann Philipp Winheim jun.
Johann Philipp Winheim (* um 1685; † 3. Mai 1741 in Thurnau) war fürstlich-sächsischer Postmeister.

## Leben
Johann Philipp Winheim (junior) wuchs als Sohn des brandenburg-bayreuthischen Kriegskommissars Johann Philipp Winheim sen. sowie seiner Ehefrau Rosina Böschl größtenteils in Kulmbach und Coburg auf. Über sein Geburtsdatum gibt es keine genauen Aufzeichnungen; aufgrund der häufigen Wohnortwechsel der Eltern ist sein Geburtsort unbekannt und kann nur im Gebiet zwischen dem Geburtsort der Mutter, Lichtenstein in Sachsen und den späteren Wohnorten Kulmbach sowie Coburg vermutet werden. Er erscheint erstmals 1693 als Schüler des Kulmbacher Gymnasiums. Anfang 1707 immatrikulierte er sich an der Universität Erfurt, wobei er bereits am 26. Oktober 1707 an der Universität Gießen geführt wurde. Ein Grund für den Wechsel nach Gießen dürften seine Vettern, die Söhne seines Onkels Johann Albert Winheim (1654–1735) aus Lich gewesen sein, die ebenfalls in Gießen immatrikuliert waren.
Als sein Vater altersbedingt und aus gesundheitlichen Gründen – er litt an Gicht – seinen Postdienst nicht mehr vollständig versehen konnte, wurde am 8. Februar 1717 ein neuer Pachtvertrag geschaffen und Winheim als neuer fürstlich-sächsischer Postmeister berufen. Ausschlaggebend hierfür war wohl die bisherige, tadellose Pflichterfüllung von Winheim senior und die schon vorher einsetzende Zusammenarbeit mit seinem Sohn. Der Coburger Joseph Christoph Sinlau beschwerte sich hierüber allerdings bitterlich, da er 12 Jahre lang die hiesige Posthalterei anstandslos führte und dennoch nicht zum Zug kam.
Im Dezember 1719 kam es bei einer Leichenprozession zu Rang-Streitereien zwischen Winheim und dem Regierungsregistrator Merckert. Gemäß Pachtvertrag unterlag Winheim einem eingeschränkten Immediatsrecht, weshalb er vor der fürstlich-sächsischen Regierung Recht bekam: er durfte nach den Regierungssekretären und vor dem Registrator Merckert an dem Trauerzug teilnehmen. Zeitgleich kam es in diesem Zusammenhang auch zu einer Beschwerde von Johann Philipp Winheim, der zur besseren Unterscheidung mit seinem Vater seitens der Regierung mit dem Zusatz „junior“ versehen wurde. Auf seine Intervention hin, da er „aber kein Junge mehr, sondern mein 35stes Jahr angetretten, ein bübisches Fractament zu leyden nicht mehr gewohnet“ sei, sah man sich seitens der Regierung genötigt, auf den Zusatz zu verzichten.

### Absetzung als Postmeister
Die nächsten zwei Jahre versah Winheim seinen Dienst ohne große Vorkommnisse, doch traten Anfang 1721 seine finanziellen Probleme immer mehr in den Vordergrund. In diesem Jahr verschwand erstmals eine Postsendung nach Frankfurt am Main. Bei den eingesetzten Kontrollen stieß man auf Missstände, die Winheim nicht lückenlos ausräumen konnte. Er wurde daher im Dezember 1721 verhaftet und auf die Veste Coburg verbracht. 
Die nachfolgenden Untersuchungen durch eine herzogliche Kommission und die Eingeständnisse Winheims förderten zu Tage, dass die finanziellen Belastungen durch den 1717 geschlossenen Pachtvertrag zwangsläufig zu einer Überforderung führen mussten. Seine Schulden beliefen sich zu diesem Zeitpunkt gegenüber der herzoglichen Kammer bereits auf stattliche 1.551 Reichstaler. In den darauffolgenden Jahren versuchte die eingesetzte Kommission, alle Missstände aufzuklären. 
Unterdessen war Winheim auf der Veste im Hausarrest, er konnte sich jedoch mit allerhand Reparaturen an der Veste nützlich machen und hoffte so auf eine Weiterbeschäftigung bei Hofe. Bis 1724 gingen mehrere Bitt- und Gnadengesuche von Winheim, seinem Vater, Schwiegervater sowie ein eigens hierfür bei der Universität Altdorf beauftragtes juristisches Gutachten bei Herzog Johann Ernst ein. All dies konnte jedoch seine Ausweisung aus Sachsen-Coburg unter Anerkennung von Schulden über 2.859 Reichstaler nicht mehr verhindern. 
Sein Nachfolger als Postmeister in Coburg wurde 1725 Johann Friedrich Mayer (* 1702), ein Sohn des Limmersdorfer Pfarrers Lorenz Adam Mayer (1677–1743) und Johann Philipps Schwester Katharina Helena Winheim (1680–1758).

### Späteres Leben als Kommissar in Thurnau
Nach seiner Ausweisung aus Coburg und Umwegen über Seidmannsdorf und Bayreuth trat er schließlich als Kommissar sowie Leutnant „bey der Granadier-Schloß-Wache und dem Land Ausschuß“ in die Dienste der Grafen von Giech in Thurnau. Er beabsichtigte 1727, ein Buch über Feuerwerk sowie ein Journal über „allerhand Mathematisch, Mechanisch und Oekonomische Nachlesen“ herauszugeben. Zum Druck scheint es wohl nie gekommen zu sein; zumindest finden sich hierüber keine weiteren Nachrichten mehr. In Thurnau kam es zu keinen weiteren Nachlässigkeiten gegenüber seinem Dienstherrn mehr, da er dort bis zu seinem Tod 14 Jahre lang als angesehener Kommissar wirkte.

## Ehe und Familie
Aus seiner 1711 in Coburg geschlossenen Ehe mit Dorothea Christina Wölffing (1692–1750), Tochter des Regierungssekretärs Sebastian Wölffing (1646–1712) und seiner Ehefrau Maria Elisabeth Gihnlein (1662–1720), einer Schwester von Johann Daniel Gihnlein, ging eine Tochter hervor.